# Mécanicien d'aéronefs
Pour les articles homonymes, voir Mécanicien.
Le mécanicien d'aéronefs, ou mécanicien de maintenance aéronautique, est un technicien qui entretient, répare, révise et modifie des aéronefs. Conformément à la législation en vigueur dans le domaine aéronautique, il doit disposer d'une licence indiquant les types d'avions ou d'hélicoptères sur lesquels il est autorisé à travailler.

## Principales tâches
Les tâches incombant au mécanicien d'aéronef ressortissent à deux activités principales :
- La vérification, c'est-à-dire :
  - examiner les parties fondamentales de l'aéronef lors d'escales ;
  - effectuer les réparations nécessaires sur la base des indications consignées par les pilotes sur le carnet de bord (p. ex. changement de roue, petite réparation du fuselage, etc.) ;

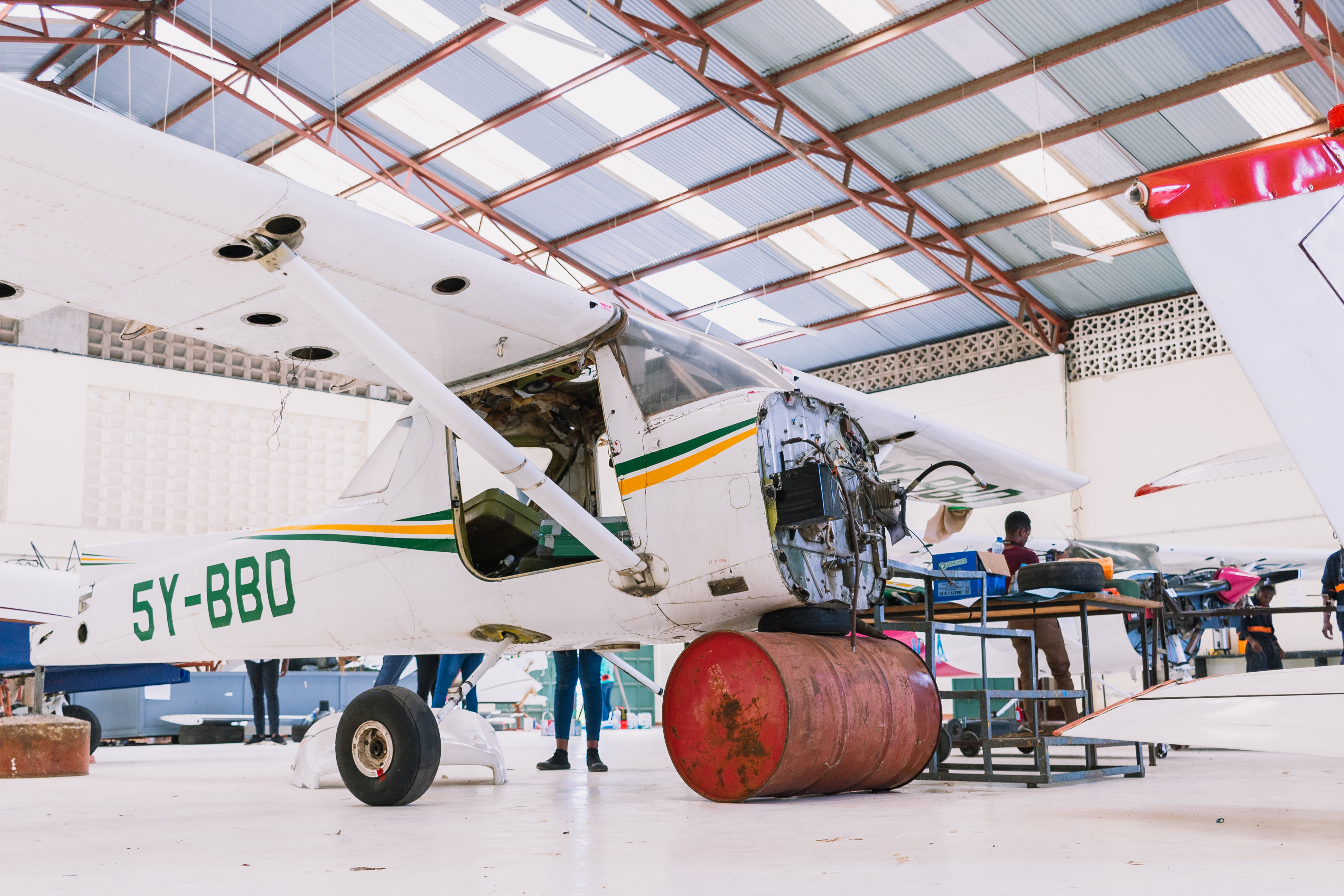
Démontage du nez d'un Cessna lors d'une révision.

- - contrôler les différentes parties du moteur, les composants électriques et électroniques, le système hydraulique et le système pneumatique (réacteurs, train d'atterrissage, hélices), les instruments et appareils de bord, etc. ; vérifier leur conformité aux normes de performance et de sécurité ;
- L'entretien, c'est-à-dire :
  - procéder aux tests réglementaires, détecter les éventuels dysfonctionnements et y remédier ;
  - démonter un moteur d'aéronef, le réviser dans les règles, remplacer certains de ses éléments (par ex. pompe à injection), si nécessaire, puis le remonter ;
  - modifier certains éléments pour augmenter la performance de l'appareil ;
  - établir des fiches détaillées sur les travaux effectués et les réparations subies par les aéronefs ; rédiger des rapports techniques et des rapports d'expertise.

Le mécanicien d'aéronefs travaille, selon un horaire irrégulier, dans des hangars ou à l'extérieur, sur des échafaudages (docks), seul ou en équipe. Il collabore avec d'autres spécialistes tels qu'électriciens, peintres, tôliers, etc. Il intervient par tous les temps (intempéries, températures extrêmes) afin que les avions puissent reprendre leur vol en toute sécurité le plus vite possible.
Il délivre les approbations pour remise en service ou APRS en application des règlementations d'entretien européennes (en particulier le PART 145) imposées aux organismes d'entretien d'aéronefs ou d'équipements d'aéronefs.
Il utilise les manuels des constructeurs et ceux des compagnies aériennes qui définissent dans le détail les interventions, ce qui l'amène à se qualifier progressivement pour certaines familles d’appareils (A 320 / A 340 / Boeing 737/747, ATR 42-72) ou pour certains types d’appareils.

## Formation

### Au Canada
Les mécaniciens d'aéronefs sont formés par des organismes de formation agréés par le Règlement de l'Aviation Canadienne (RAC).
Plusieurs licences sont possibles :
- M - Maintenance
- S - Structure
- E - Électronique
- B - Ballons

### En France
Il existe des certificats d'aptitude professionnelle (CAP) spécialisés qui représentent un niveau de qualification minimum. Des formations chez Air France ou dans l’armée peuvent compléter ces qualifications :
- CAP électricien systèmes d’aéronefs,
- CAP maintenance des systèmes d’aéronefs,
- CAP mécanicien de cellules d’aéronef,
- CAP mécanicien d’entretien d’avion à moteur à piston.

Pour progresser, deux baccalauréats professionnels sont recommandés :
- Bac pro aéronautique option mécanicien de système cellule,
- Bac pro aéronautique option mécanicien de système avionique.

Un brevet de technicien supérieur (BTS) permet de se préparer à encadrer une équipe de mécaniciens :
- BTS maintenance des matériels aéronautiques. Ce diplôme de technicien se prépare généralement après un BTS en électrotechnique ou en maintenance industrielle.